# Locomotiva FS 478
La locomotiva gruppo 478 era una locomotiva a vapore con tender di costruzione austroungarica che le Ferrovie dello Stato acquisirono come "bottino di guerra" dopo il 1918.

## Storia
La fine della prima guerra mondiale portò all'incorporazione nel parco rotabili italiano delle Ferrovie dello Stato di un notevole numero di locomotive: tra quelle che rimasero entro i nuovi confini del territorio nazionale vi fu anche un gruppo di 5 locomotive a vapore con tender di costruzione austriaca appartenente alla ferrovia Südbahn dove erano immatricolate come gruppo SB 280.
Nel parco rotabili delle Ferrovie dello Stato  esse assunsero la classificazione di Gruppo 478.001-005 e vennero assegnate al Deposito Locomotive di Bolzano. Nel 1940 vennero cedute per il servizio ferroviario negli stati occupati dalla Germania nazista e due di esse, la 478.004 e la 478.005 dopo il 1945 rimasero in forza alle ferrovie di stato jugoslave.

## Caratteristiche
Le Gr.478, (ex 280 Südbahn), erano locomotive compound a 4 cilindri a 5 assi accoppiati e carrello anteriore monoassiale portante. Erano macchine per linee acclivi utilizzate sulle linee ferroviarie austriache tra Innsbruck, Bolzano e Linz.

## Corrispondenza locomotive ex SB e numerazione FS[4]
| Numero e gruppo FS | numero e gruppo SB | fabbrica    | anno di fabbricazione | demolizione o alienazione            |
| ------------------ | ------------------ | ----------- | --------------------- | ------------------------------------ |
| 478.001            | 280.5002           | StEg        | 1908                  | 1940                                 |
| 478.002            | 280.5003           | Floridsdorf | 1911                  | 1940                                 |
| 478.003            | 280.5005           | Floridsdorf | 1911                  | 1940                                 |
| 478.004            | 280.5001           | StEg        | 1908                  | 1945 alla Jugoslavia come JDZ 07.017 |
| 478.005            | 280.5004           | Floridsdorf | 1911                  | 1945 alla Jugoslavia come JDZ 07.016 |